# Port lotniczy Đông Tác
Port lotniczy Đông Tác – port lotniczy w Tuy Hòa, w Wietnamie.